# Comuna Hruzke, Kroleveț
Hruzke (în ucraineană Грузьке) este o comună în raionul Kroleveț, regiunea Sumî, Ucraina, formată din satele Hruzke (reședința), Mostîșce și Tarasivka.

## Demografie
Componența lingvistică a comunei Hruzke
     Ucraineană (88,36%)
     Rusă (5,05%)
     Alte limbi (0,22%)
Conform recensământului din 2001, majoritatea populației comunei Hruzke era vorbitoare de ucraineană (88,36%), existând în minoritate și vorbitori de rusă (5,05%).